# واندسبک
واندسبک (به آلمانی: Bezirk Wandsbek) یک منطقهٔ مسکونی در آلمان است که در هامبورگ واقع شده‌است. واندسبک ۴۰۹٬۷۷۱ نفر جمعیت دارد.